# First Time
Albums de Morning Musume
Second Morning
(28 juillet 1999)
EPs par Morning Musume
Morning Cop (...)
(30 sept. 1998)
Singles
1. Ai no Tane
Sortie : 3 novembre 1997
2. Morning Coffee
Sortie : 28 janvier 1998
3. Summer Night Town
Sortie : 27 mai 1998

First Time (ファーストタイム, « Première fois ») est le premier album du groupe de J-pop Morning Musume, sorti en 1998.

## Présentation
L'album, produit par Tsunku, sort le 8 juillet 1998 au Japon sur le label zetima. Il atteint la 4e place du classement des ventes de l'Oricon, et reste classé pendant 16 semaines, pour un total de 310 290 exemplaires vendus durant cette période ; il restera le cinquième album le plus vendu du groupe.
Il contient trois titres sortis précédemment en singles : Ai no Tane sorti en single indépendant en 1997, et Morning Coffee et Summer Night Town sortis en 1998 avant l'album. Ces trois titres figureront aussi sur la compilation du groupe Best! Morning Musume 1 de 2001.
La plupart des chansons de l'album sont écrites et composées par Tsunku, sauf Ai no Tane écrite par Kenzō Saeki et composée par Tetsutaro Sakurai, et Wagamama dont les paroles sont écrites par Akiko Karino.
Les trois nouveaux membres de la "2e génération", intégrées au groupe en début d'année, ne chantent pas sur les titres Morning Coffee et Ai no Tane, enregistrés avant leur arrivée ; elles ne participent qu'aux chœurs sur un autre titre, Dō ni ka Shite Doyōbi, lui aussi interprété par les cinq membres originales.
Si l'on excepte le mini-album spécial Morning Cop - Daite Hold On Me! qui sort deux mois plus tard, c'est le seul album du groupe enregistré avec Asuka Fukuda, qui quittera le groupe en avril 1999 pour se consacrer à ses études.

## Formation
Membres du groupe créditées sur l'album :
- 1re génération : Yuko Nakazawa, Aya Ishiguro, Kaori Iida, Natsumi Abe, Asuka Fukuda
- 2e génération : Kei Yasuda, Mari Yaguchi, Sayaka Ichii (absentes des titres n°4 et n°6)

## Titres
Toutes les chansons sont écrites et composées par Tsunku, sauf n°6 (Kenzō Saeki / Tetsutarō Sakurai) et n°7 (Akiko Karino / Tsunku).
| CD          | CD                                         | CD                                           | CD         | CD | CD | CD | CD | CD | CD |
| No          | Titre                                      | Notes                                        | Durée      |    |    |    |    |    |    |
| ----------- | ------------------------------------------ | -------------------------------------------- | ---------- | -- | -- | -- | -- | -- | -- |
| 1.          | Good Morning                               |                                              | 4 min 07 s |    |    |    |    |    |    |
| 2.          | Summer Night Town (サマーナイトタウン)     | 2e single "major"                            | 3 min 51 s |    |    |    |    |    |    |
| 3.          | Dō ni ka Shite Doyōbi (どうにかして土曜日) | 2e génération aux chœurs seulement           | 3 min 42 s |    |    |    |    |    |    |
| 4.          | Morning Coffee (モーニングコーヒー)        | 1er single "major" (1re génération seule)    | 4 min 31 s |    |    |    |    |    |    |
| 5.          | Yume no Naka (夢の中)                      |                                              | 5 min 00 s |    |    |    |    |    |    |
| 6.          | Ai no Tane (愛の種)                        | Single "indie", puis face B (1re génération) | 4 min 13 s |    |    |    |    |    |    |
| 7.          | Wagamama (ワガママ)                        |                                              | 5 min 00 s |    |    |    |    |    |    |
| 8.          | Mirai no Tobira (未来の扉)                 |                                              | 4 min 11 s |    |    |    |    |    |    |
| 9.          | Usotsuki Anta (ウソつきあんた)             |                                              | 4 min 02 s |    |    |    |    |    |    |
| 10.         | Samishii Hi (さみしい日)                   |                                              | 4 min 33 s |    |    |    |    |    |    |
| 43 min 06 s |                                            |                                              |            |    |    |    |    |    |    |

## Production
Musiciens
- Tsunku – textes (sauf titre 6 et 7), compositions (sauf titre 6), tambourin (titre 9), chœurs (titre 10)
- Masahiro Inaba – guitare electrique (titres 1,2,3,5,8)
- Yasuaki Maejima – piano acoustique (titres 1,5,10), keyboards (titres 1,2,5), MIDI and drum machine programming (titres 1,2,3,5), bongo et wind chime (titre 5), Fender Rhodes piano (titre 9)
- Gen Ogimi – percussion (titre 2)
- Mansaku Kimura – drums (titre 3)
- Masafumi Yokoyama – bass (titre 3)
- Shiro Sasaki – trumpet (titre 3), flugelhorn (titre 5)
- Futoshi Kobayashi – trumpet (titre 3)
- Wakaba Kawai – trombone (titre 3)
- Kan Nishida – bass trombone (titre 3)
- Nobuyuki Mori – tenor sax (titre 3)
- Yuichi Takahashi – 12-string guitar (titre 4), acoustic guitar (titres 4,5), MIDI and drum machine programming (titres 3,9)
- Kiyoshi Tsuchiya – electric guitar (titre 4)
- Shin Kōno – acoustic piano, keyboards (titre 4, 6)
- Tetsutaro Sakurai – MIDI and drum programming (titre 4), backing vocals (titre 6)
- Satoshi Sano – trombone (titre 5)
- Kinbara Group – strings (titre 5)
- Yuji Yokozeni – drums (titre 6,7)
- Masahiko Rokukawa – bass (titre 6)
- Kiyoshi Tsuchiya – electric guitar (titre 6)
- Hitoshi Watanabe – bass (titre 7)
- Shunsuke Kurō – electric guitar, MIDI and drum machine programming (titre 7)
- Ryuosuke Imai – MIDI and drum programming, turntable (titre 8)
- Noriyasu Kawamura – drums (titre 9)
- Chiharu Mikuzuki – bass (titre 9)
- Takahashi Masuzaki – electric and acoustic guitars (titre 9)

Enregistrement
- Engineers : Kazumi Matsui, Taakahisa Yuzawa, Takeshi Yanagisawa, Takahiro Suzuki, Yoshihide Mikami, Takeshi Inaba, Akimi Tani
- Assistant Engineers : Ryo Wakizaka, Shinosuki Kobayahi, Hiroyuki Akita, Tomoyuki Niitsu, Kentaro Kikuchi, Hisashi Nagayama
- Mastering Engineer : Mitsuo Koike